# 트레버 라이트
트레버 라이트(Trevor Wright, 1982년 8월 23일 ~ )는 미국의 배우이다.

## 출연 작품
- 산타포스 2: 산타펍스 (2012)
- 소셜 네트워크 (2010)
- 베이컨시 2 - 퍼스트 컷 (2009)
- 셀터 (2007)
- 에어 버디즈 (2006)
- 재키는 MVP 3 (2003)
- 루킹 스루 릴리언 (2002)
- 조지 로페즈 (2002)